# Qasr Dusch
Qasr Dusch (arabisch قصر دوش, DMG Qaṣr Dūš) war ein durch die Ptolemäer gegründeter Ort am Ostrand der Libyschen Wüste und besaß in römischer Zeit ein Militärlager, das für Sicherungs- und Überwachungsaufgaben wichtiger Handelsrouten am Rand der Reichsgrenze zuständig war. Die Ruinenstätte befindet sich am Südende der Oase Kharga in Ägypten, etwa 95 Kilometer südlich der Ortschaft Kharga. Der griechische Name des Ortes, Kysis, leitet sich von seiner altägyptischen Bezeichnung Kš[t] ab.

## Lage

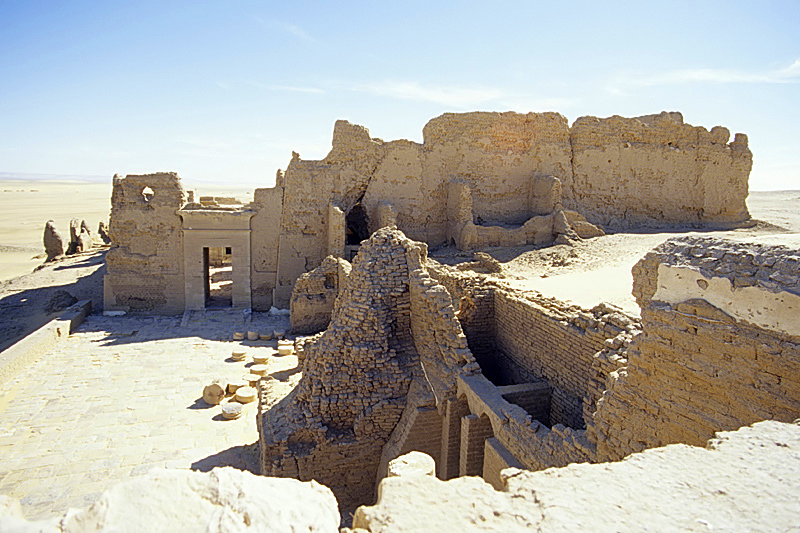
Das Kleinkastell von Norden aus gesehen. Links im Bild der erste Hof und das zweite Tor: der Zugang zum Tempel.

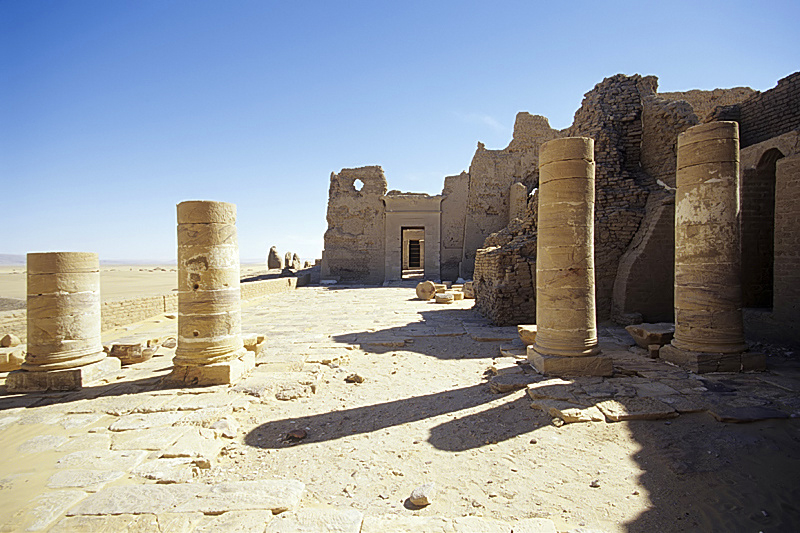
Der mit Säulen abgegrenzte erste Hof und das zweite Tor.

Die Region war bereits in neolithischer Zeit besiedelt. Entsprechende Funde, rund zehn Kilometer südwestlich von Dusch, konnten 2007 mit Hilfe der Radiokarbonmethode auf ein Alter von 4000 Jahre v. Chr. datiert werden. Die Ruinen der Grenzgarnison liegen auf einem 55 Meter hohen Sandhügel und gewährleisteten den römischen Wachmannschaften einen sehr guten Rundumblick auf die unmittelbar angrenzenden Heiligtümer, die Stadt und das Umland. Zu überwachen galt es hier rund fünf Wüstenpassagen, insbesondere den Darb al-Arba'in, eine bis ins 20. Jahrhundert bedeutende Karawanenstraße für den afrikanischen Nord-Süd-Handel. Von ihrem Ausgangspunkt im Sudan wurden möglicherweise bereits seit dem Alten Reich wertvolle Güter, darunter Gold, Elfenbein, Felle und Sklaven, nach Ägypten verhandelt. Um die von Überfällen bedrohte Route zu sichern und von den in die römische Provinz Aegyptus einreisenden Händlern Steuern einzutreiben, wurden nach der römischen Okkupation des Landes Kastelle wie das von Dusch errichtet. Vielleicht kontrollierte die lokale Garnison auch eine wichtige Ost-West-Straße zu den Tempelanlagen von Esna und Edfu im östlich gelegenen Niltal.

## Forschungsgeschichte
Der altägyptische Name des Ortes, Kš[t] (Keschet), leitet sich von Kusch, dem damaligen Namen für Nubien, ab. Die Identifizierung von Kysis gelang der Wissenschaft 1970 mit Hilfe griechischer Inschriften.
Qasr Dusch wurde bereits im 19. Jahrhundert von europäischen Reisenden und Forschern entdeckt und beschrieben. Zu den frühen Besuchern gehörten Frédéric Cailliaud (1787–1869), Archibald Edmonstone (1795–1871), John Gardner Wilkinson (1797–1875) und George Alexander Hoskins (1802–1863). Anfang 1874 untersuchte der Afrikaforscher Georg Schweinfurth (1836–1925) den Ort.
1898 kartographierte der britische Geologe John Ball (1872–1941) für die Geological Survey of Egypt das Gelände und fertigte Pläne sowie Beschreibungen des Ortes an. 1936 führte der Bauforscher Rudolf Naumann (1910–1996) erneut eine Vermessung der Ruinenstätte durch. 1962 untersuchten die Ägyptologen Wolfgang Helck (1914–1993) und Eberhard Otto die Baureste und kopierten Inschriften. Seit 1976 führt das Institut français d’archéologie orientale systematische Grabungen sowie Restaurierungsarbeiten in Qasr Dusch und Umgebung durch. 2013 starb mit Michel Wuttmann der langjährige Grabungsleiter.

## Baugeschichte
Möglicherweise entstand das aus Lehmziegeln errichtete Kleinkastell noch vor dem Bau des unmittelbar angrenzenden Sandsteintempels, der während der Regierungszeit des Kaisers Domitian (81–96) erbaut wurde. Die fast quadratische, 52 × 53 Meter umfassende Fortifikation ist heute noch bis zu zwölf Meter hoch erhalten. Ihr Zugang befindet sich an der Nordfront, nahe der Nordostecke. Das Kleinkastell war bis mindestens zum Ende des 4. Jahrhunderts belegt.

## Tempel

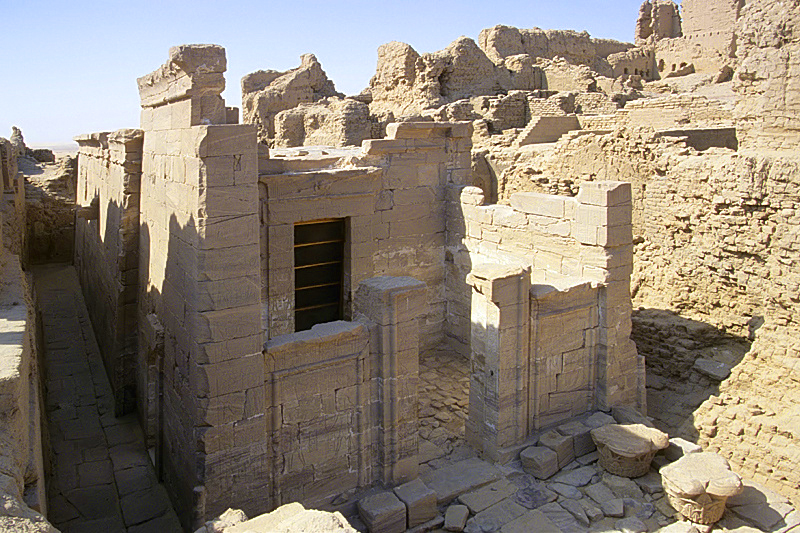
Hadrianischer Pronaos am Tempel von Isis und Sarapis.

Einen Tempel, der den ägyptischen Hauptgottheiten Isis von Kysis und Osiris geweiht war, gab es bereits seit der Regierungszeit von Xerxes I. (486–465). Das belegt ein demotisches Ostrakon von 483 v. Chr. Die Inschrift nennt auch erstmals den Ortsnamen Kysis. Die Grabungen nach 1976 ergaben, dass es vor Errichtung des heutigen Heiligtums ältere Bauten aus Lehmziegeln an derselben Stelle gegeben hat. Nach Analyse der Begleitfunde waren diese Konstruktionen bis in die frühe Kaiserzeit in Gebrauch.
Der inmitten der Wehranlage errichtete, 7,55 × 15,32 Meter große länglich-rechteckige domitianische Bau aus Sandstein war wie der inschriftlich belegte ältere Bau der Isis von Kysis und dem Serapis, der memphitischen Form des Osiris, geweiht. Das von einer hohen Umfassungsmauer aus Lehmziegeln umgebene Heiligtum wurde von Norden aus durch ein Sandsteintor (Tor 2) betreten, das in einen offenen Hof führte, in dem der eigentliche Tempel lag. Dessen Hauptzugang lag ebenfalls im Norden, die eigentliche Kultachse annähernd im Süden. Unter Hadrian (98–117) wurde dem Bauwerk ein Pronaos (Vorhof) vorgelagert. Es folgt ein Säulensaal, dessen Dachplatten von vier Säulen mit unverzierten Lotoskapitellen getragen wird. An der Westseite befindet sich ein Treppenaufgang. Dem Saal folgen zwei hintereinandergelegte, in Stein ausgebaute, tonnengewölbte Räume, die das eigentliche Heiligtum bilden. Beide Räume werden von zwei langgestreckten Räumen flankiert, die keinerlei Schmuck aufweisen und ein Flachdach trugen. Auch die Kaiser Trajan (117–138) und Antoninus Pius ließen den Bau mit zusätzlichen Ein- und Anbauten versehen. Am Tempel fanden die Archäologen ein mit Goldschmuck gefülltes Gefäß. Im 4. Jahrhundert wurde das Heiligtum aufgegeben.

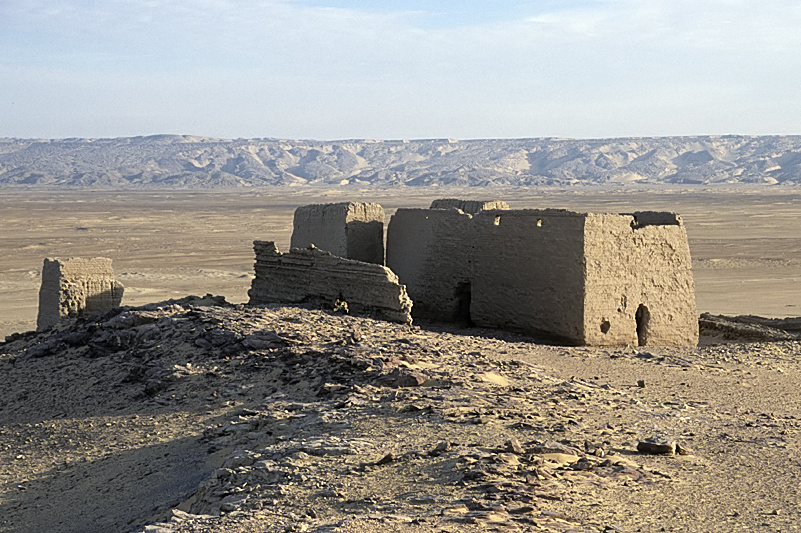
Der Lehmziegeltempel

Ein weiterer Tempel aus Lehmziegeln, der ebenfalls eine Umfassungsmauer besaß, liegt westlich der Tempelfestung. Auch er stammt wohl aus römischer Zeit.

## Siedlung
Neben den Grabungen im Siedlungsbereich haben die Archäologen auch Teile der Gräberfelder untersucht. Insgesamt wurden bei allen Ausgrabungen mehrere hundert Ostraka geborgen.
In ihrer größten Ausdehnung befand sich die aus Lehmziegeln errichtete Siedlung zwischen und nördlich der beiden Tempel. Am Fuße des Hügels liegen mehrere antike Friedhöfe. Die früheste Besiedlung des späteren Kastellhügels datiert in die Herrschaftsjahre Alexanders IV. Die wirtschaftliche Grundlage des Ortes bildete die Landwirtschaft, die durch künstlich angelegte Bewässerungsanlagen gewährleistet wurde.
Im Laufe der Spätantike wurde der domitianische Tempel am Kleinkastell aufgegeben. Der Ort verfiel und begann sich zu entvölkern. In der Sicherheit der hohen Umfassungsmauern besetzten im 4. Jahrhundert ärmlich anmutende Hütten der Restbevölkerung die aufrecht stehengebliebenen Strukturen des Heiligtums. Wie die Ausgrabungen der Jahre 1976 bis 1979 ergaben, war diese Ärmlichkeit jedoch kein Zeichen der tatsächlichen Lebensumstände in Kysis, denn die Hütten bargen hochwertige Funde, darunter ein Fadenglas von einzigartiger Qualität.
Im 5. Jahrhundert wurde der Ort endgültig aufgegeben.

## Gräberfelder
Die Oberschicht von Kysis ließ die Haut ihrer Mumien während der römischen Zeit mit Blattgold belegen. Diese kostspielige Praxis ist von vielen ägyptischen Gräberfeldern dieser Epoche bekannt. Bis zum Erscheinen des Oxford Handbook of Roman Egypt (2012) waren lediglich 12 der 345 bekannten Mumien aus Kysis entsprechend behandelt worden.